# Lista de distritos e bairros de Faxinal dos Guedes
Esta lista é sobre os bairros e distritos do município catarinense de Faxinal dos Guedes.

## Distritos
O município é composto por dois distritos: Sede e Barra Grande.
| - Faxinal dos Guedes (MAPA) | - Barra Grande (MAPA) |

## Bairros
Existem atualmente 10 bairros em Faxinal dos Guedes.
| Posição | Bairro           | População |
| ------- | ---------------- | --------- |
| 1       | Centro           | 1.859     |
| 2       | São Cristóvão    | 1.416     |
| 3       | Rosa             | 1.221     |
| 4       | João José Gehlen | 573       |
| 5       | 1                | 569       |
| 6       | Antoniolli       | 458       |
| 7       | Ozelame          | 401       |
| 8       | São José         | 391       |
| 9       | 2                | 369       |
| 10      | 3                | 227       |